# Гранильщиков, Евгений
Евгений Гранильщиков (род. 23 июня 1985 года, Москва) — российский медиахудожник и независимый режиссёр. Живёт и работает в Москве.

## Биография

### Образование
Окончил Лицей анимационной кинематографии (2004), Институт журналистики и литературного творчества по специальности «Фотожурналистика» (2009) и Московскую школу фотографии и мультимедиа им. А. Родченко (мастерская Игоря Мухина, 2010–2013).

### Творчество
Евгений Гранильщиков работает с различными медиа, включая видео-арт, фотографию, инсталляцию, звук, а также снимает независимое экспериментальное кино. Во многих своих проектах художник обращается к теме собственного поколения, его личных и политических фрустраций.
Первые проекты Гранильщикова — фотосерии Bohemia (2009–2011) и «Бессонница» (2011).
Дипломная работа Евгения Гранильщикова — трёхканальный фильм «Позиции», напрямую обращающийся к «Китаянке» Жан-Люка Годара (1967) и рассказывающий о личных и политических исканиях трёх молодых москвичей, — получил Премию Кандинского в номинации «Молодой художник. Проект года» (2013).
Участник цикла выставок «Большие надежды» (2013–2014), который был организован Музеем экранной культуры «Манеж/МедиаАртЛаб» при поддержке галереи «Триумф» и прошёл в ЦВЗ «Манеж».
В 2014 году фильм Евгения Гранильщикова «Похороны Курбе» стал участником Основного проекта IV Московской международной биеннале современного искусства «Время мечтать» (куратор Дэвид Эллиот). Фильм также стал участником основного конкурса фестиваля Kino Der Kunst (Мюнхен) и вошёл в список лучших работ 2014 года по версии онлайн журнала о современном искусстве aroundart.org. Фильм снят на телефон и включает найденные видео, документальные и постановочные кадры.
В 2015 году Unfinished Film (2015) Евгения Гранильщикова был показан на международном фестивале короткометражного кино в Оберхаузене и на фестивале центрально- и восточноевропейского кино goEast, где получил приз OPEN FRAME AWARD. Фильм также вошёл в шорт-лист X Всероссийского конкурса в области современного визуального искусства «Инновация-2014» в номинации «Новая генерация».
Фильмы Евгения Гранильщикова не имеют чёткой линейной структуры и сюжета, их герои — зачастую друзья режиссера, бродящие по городу, разговаривающие на личные темы, осуждающие социально-политическую ситуацию и возможность действия в ней. «Прямой ракурс, средняя, но чаще дальняя дистанция, чередование длинных и коротких эпизодов, неровный ритм. В этом фильме нет классического нарратива, словно он собран из случайных сцен, между которыми нет однозначных связей. Мы так и не узнаем, куда идут герои, каковы их цели, но видим, как неявное чувство тревоги скрывается за всеми их простыми действиями и передвижениями», — определяет свои работы Евгений Гранильщиков.
Вместе с коротким видео «Без названия (реэнактмент)», фильмы «Похороны Курбе» и Unfinished Film образуют трилогию, которую можно вслед за художником определить как «реэнактмент повседневной жизни десятых годов».
Следующий фильм Евгения Гранильщикова To Follow Her Advice, снятый в Таиланде, был показан в рамках Основного проекта VI Московской международной биеннале современного искусства «Как жить вместе. Взгляд из центра города в самом сердце острова Евразия» (кураторы Барт де Баре, Дефне Айас и Николаус Шафхаузен) в 2015 году.
В 2016 году в Мультимедиа Арт Музее в Москве состоялась персональная выставка Евгения Гранильщикова «Без названия (после поражений)» (кураторы Андрей Мизиано и Анна Зайцева), на которой были показаны серия полароидов «Без названия (случайные кадры)», видео «Мюнхен» (2015), «Империя» (2016) и фильм «Призрак» (2016). Проект стал финалистом Премии Кандинского в номинации «Проект года».
В 2016 году проект Евгения Гранильщикова «Война (без названия)», впервые показанный в рамках выставки «Одно внутри другого. Искусство новых и старых медиа в эпоху высокоскоростного интернета» в Московском музее современного искусства на Петровке, вошёл в шорт-лист XI Всероссийского конкурса в области современного визуального искусства «Инновация-2015» в номинации «Новая генерация».
В 2013–2015 Гранильщиков становился стипендиатом программы Музея современного искусства «Гараж» по поддержке молодых российских художников.
Участник первой триеннале российского современного искусства, организованной Музеем современного искусства «Гараж», в секции «Общий язык», объединившей «художников, работающих с интернационально понятным и не требующим «перевода» языком современного искусства». 

## Фильмография
2018
"Последняя песня вечера"
2017
"В предрассветный час наши сны становятся ярче" 
2016
"Призрак" 
2015
"To Follow Her Advice"
"Без названия (реэнактмент)" 
"Unfinished Film" 
2014
"Похороны Курбе" 

## Персональные выставки
2017 —  «Последняя песня вечера». Центр современного искусства Винзавод, Москва
2016 — «Без названия (после поражений)». Мультимедиа Арт Музей, Москва
2014 — «Что-то будет потеряно». ЦВЗ «Манеж». В рамках цикла «Большие надежды»

## Групповые выставки (избранное)
2021
Современник. Начало. Московский музей современного искусства, Москва
2017
Триеннале российского современного искусства. Музей современного искусства «Гараж», Москва
2016
Выставка номинантов XI Всероссийского конкурса в области современного визуального искусства «Инновация-2015». Государственный центр современного искусства, Москва
Московский международный фестиваль экспериментального кино. Москва
2015
Как жить вместе. Взгляд из центра города в самом сердце острова Евразия. Основного проекта VI Московской биеннале современного искусства. Центральный павильон ВДНХ, Москва
Одно внутри другого. Искусство новых и старых медиа в эпоху высокоскоростного интернета. Московский музей современного искусства, Москва
Выставка номинантов X Всероссийского конкурса в области современного визуального искусства «Инновация-2015». Государственный центр современного искусства, Москва
International Short Film Festival. Оберхаузен, Германия
Фестиваль Kino Der Kunst. Мюнхен, Германия
Фестиваль центрально- и восточноевропейского кино goEast. Висбаден, Германия
Большие надежды. Итоговая выставка проекта. ЦВЗ «Манеж», Москва
Political Populism. Kunsthalle Wien. Вена, Австрия
Boderlands. GRAD Gallery, Лондон, Великобритания
2014
Время мечтать. IV Московская биеннале молодого искусства, Музей Москвы, Москва
11. Центр современной культуры «Гараж», Москва
Burning News. Hayward Gallery, Лондон, Великобритания
2013
Выставка номинантов Премии Кандинского 2013. «Ударник», Москва
Невесомость. Параллельная программа V Московской биеннале современного искусства. Рабочий и колхозница, Москва
Стабильность. Призраки. Параллельная программа V Московской биеннале современного искусства. Галерея Random, Москва
Время репетиция. Галерея «Триумф», Москва
2012
Неоконченный анализ. Специальный проект III Московская биеннале молодого искусства, Московский музей современного искусства, Москва
Премия номинантов Премии Кандинского 2012. «Ударник», Москва
Show and Tell. Выставка студентов Московской школы фотографии и мультимедиа имени Александра Родченко. Е. К. АртБюро, Москва